# Ernst Wagner
Ernst Wagner (5. dubna 1832 Karlsruhe – 7. března 1920 Karlsruhe) byl německý učitel a archeolog, působící v Bádensku-Württembersku.
Ernst Wagner, syn faráře a učitele ve Schwäbisch Gmünd Karla Friedricha Hermanna Wagnera (1804–1872), studoval evangelickou teologii a filologii na Univerzitě Tübingen, kde byl také členem královského studentského sdružení Roigel. Roku 1854 složil první služební teologickou zkoušku. Následně na přelomu let 1855 a 1856 pracoval jako soukromý vychovatel v rodině tajného rady Gerda Eilera ve Freiimfelde u Halle. Poté se vrátil zpět do Schwäbisch Gmünd, kde byl činný jako městský vikář v letech 1856 a 1857. V letech 1857 a 1858 působil jako asistent na pedagogickém ústavu v Ludwigsburgu. V roce 1858 získal doktorský titul a začal pracovat na evangelicko-teologickém semináři při klášteře Schöntal jako repetent. Doba mezi léty 1861 a 1863 strávil jako vychovatel u Johna Russella v Londýně. Na začátku roku 1864 se vrátil zpět do Německa, kde do října 1864 pracoval na střední škola v Tübingen a poté až do roku 1875 jako soukromý vychovatel u vévody Fridricha II. Bádenského již s profesorským titulem. Od roku 1867 byl zároveň ředitelem Friedrichsschule v Karlsruhe. Od roku 1875 až do svého začátku svého důchodu v roce 1919 spravoval antické a etnologické sbírky Bádenského zemského muzea. Jako archeolog se zaměřoval zejména na dobu bronzovou a kulturu popelnicových polí.
Byl též členem mnoha sdružení, jako např. Bádenské historické komise, Württemberského antického spolku, Přírodovědeckého spolku Karlsruhe, Uměleckého spolku Karlsruhe, Německého archeologického institutu či členem správní rady Římsko-germánského centrálního muzea v Mainzu. Ernst Wagner je držitelem Řádu zähringenského lva I. třídy, Pruského řádu koruny III. třídy, Řádu červené orlice IV. třídy, norského Řádu svatého Olafa II. třídy či bádenského Řádu Bertholda I.